# نهائي كأس إفريقيا للأندية البطلة 1970
نهائي كأس أفريقيا للأندية البطلة 1970 هي النسخة 6 من دوري أبطال أفريقيا . توج أشانتي كوتوكو الغاني بالكأس على حساب تي بي أنغليبيرت الكونغولي.

## الفرق
- أشانتي كوتوكو ( غانا)
- تي بي أنغليبيرت ( الكونغو كينشاسا)

## النهائي

### الذهاب
| تي بي أنغليبيرت | 1–1   | أشانتي كوتوكو |
| --------------- | ----- | ------------- |
|                 | تقرير |               |

### الإياب
| أشانتي كوتوكو | 2–1   | تي بي أنغليبيرت |
| ------------- | ----- | --------------- |
|               | تقرير |                 |